# Peničići
Peničići is een plaats in de gemeente Buzet in de Kroatische provincie Istrië. De plaats telt 44 inwoners (2001).